# Таскаев, Роман Петрович
Роман Петрович Таскаев (род. 14 октября 1954, Хилок, Читинская область) — заслуженный лётчик-испытатель Российской Федерации (1998), Герой Российской Федерации (1992).

## Биография
В 1967—1971 годах занимался планерным и парашютным спортом в Читинском аэроклубе.
С 1971 года в рядах Советской Армии. С 1975 года, окончив Харьковское высшее военное авиационное училище лётчиков, служил лётчиком в частях ВВС (Северная группа войск, 642 гвардейский апиб 5 ВА Одесский военный округ). В 1981 году уволен в запас.
В 1983 году окончил школу лётчиков-испытателей и поступил на лётно-испытательную работу в ОКБ имени А. И. Микояна. Поднял в небо и провёл испытания реактивного учебно-тренировочного самолёта МиГ-АТ (1996—1998 гг.). Участвовал в испытаниях сверхзвуковых боевых самолётов МиГ-29, МиГ-29М, МиГ-29К, МиГ-31, МиГ-31М. Проводил испытания на критических режимах полёта МиГ-29, МиГ-29УБ и МиГ-29М, а также испытания по отработке дозаправки МиГ-25РБ, МиГ-25ПД, МиГ-31, МиГ-29К.
В 1995 году установил мировой авиационный рекорд высоты полёта на самолёте МиГ-29.
Многократно спасал опытную технику при разрушениях в воздухе, несовместимых с продолжением испытательного полёта: 2.12.1988 взрыв двигателя при разгоне предельной сверхзвуковой скорости опытного перехватчика "изд.05" с целью испытательного пуска опытной тяжёлой ракеты "изд.613", 7.08.1997 разрушение хвостового оперения при испытании опытного самолёта МиГ-АТ и др…
Дважды: 21.07.1983 и 5.11.1990 катапультировался из аварийных самолётов в безвыходных ситуациях.
Указом Президента Российской Федерации № 891 от 16 августа 1992 года за мужество и героизм, проявленные при испытании новой авиационной техники, лётчику-испытателю Таскаеву Роману Петровичу присвоено звание Героя Российской Федерации с вручением медали «Золотая Звезда» № 5. В 2024 году в интервью Таскаев рассказал, что основанием стала посадка проходившего летные испытания МиГ-31М, у которого отказали оба двигателя.
С 1998 года — заместитель Генерального директора ОКБ имени А. С. Яковлева по лётным испытаниям.
Проводил испытания реактивного учебно-тренировочного самолёта Як-130, в том числе 30 апреля 2004 года поднял в небо первый серийный самолёт этого типа.
28 мая 2017 года вместе с Героем России Олегом Кононенко выполнил первый подъём самолета МС-21. Полёт проходил на высоте 1000 метров при скорости 300 км/час без уборки шасси, его продолжительность составила 30 минут.
Состоит в Международной ассоциации лётчиков-испытателей.

## Награды
- Медаль «Золотая Звезда» Героя Российской Федерации (№ 5; 16.08.1992)
- орден Мужества (1996)
- орден Трудового Красного Знамени
- Юбилейная медаль «100 лет гражданской авиации России» (2023)
- другие медали
- Заслуженный лётчик-испытатель Российской Федерации (1998).